# Джамалов, Явер Талыб оглы
Явер Талыб оглы Джамалов (азерб. Yavər Talıb oğlu Camalov; 17 октября 1949, с. Чолбешдели, Сабирабадский район, Азербайджанская ССР — 23 июня 2018, Баку, Азербайджан) — азербайджанский государственный деятель, министр оборонной промышленности Азербайджана (2006—2018).

## Биография
В 1971 г. окончил нефтепромысловый факультет Азербайджанского института нефти и химии по специальности «технология разработки и комплексной механизации нефтегазовых месторождений».
Трудовую деятельность начал в 1972 г. в Нефтегазодобывающем управлении «Сиязаньнефть» на должности оператора.
В 1973—1995 гг. работал в Нефтегазодобывающем управлении «Ширваннефть» инженером, старшим инженером по нефтегазодобыче, начальником смены, заместителем начальника и начальником по технологиям.
В 1995—2003 гг. являлся генеральным директором Производственного объединения «Нефтегазодобыча на суше» SOCAR, а в 2003—2006 гг. — Производственного объединения «Азнефть».
С 2006 г. до конца жизни занимал пост министра оборонной промышленности Азербайджанской Республики. Внес значимый вклад в формирование единой государственной политики в области оборонной промышленности Азербайджана.

## Награды и звания
Награжден орденом «Шохрат» (2009). Заслуженный инженер Азербайджана. 